# Рождение Иоанна Крестителя
«Рождение Иоанна Крестителя» — картина итальянского художника эпохи Возрождения Якопо Робусти по прозвищу Тинторетто из собрания Государственного Эрмитажа.
Картина иллюстрирует новозаветный эпизод, описанный в Евангелии от Луки (Лк. 1: 57—80):

Елисавете же настало время родить, и она родила сына. <…> В восьмый день пришли обрезать младенца, и хотели назвать его, по имени отца Его, Захариею. На это мать сказала: нет; а назвать его Иоанном. И сказали ей: никого нет в родстве твоём, кто назывался бы сим именем. И спрашивали знаками у отца его, как бы он хотел назвать его. Он потребовал дощечку и написал: Иоанн имя ему. И все удивились. И тотчас разрешились уста его, и он стал говорить, благословляя Бога.

Картина написана в 1550-х годах в Венеции, её ранняя история неизвестна. В XVII веке она принадлежала кардиналу Мазарини, и впоследствии попала в собрание барона Кроза. В 1772 году приобретена для Эрмитажа императрицей Екатериной II вместе со всем собранием Кроза. В. Ф. Левинсон-Лессинг говорит, что «собрание Кроза обогатило Эрмитаж прежде всего рядом выдающихся шедевров великих мастеров и наряду с этим большим числом первоклассных картин». Отмечая высочайший уровень картин итальянских художников в собрании Кроза, он среди прочих называет и «Рождение Иоанна Крестителя».
В собрании Мазарини картина называлась «Рождение Марии», однако у Кроза значилась уже как «Рождение Иоанна Крестителя». Под этим названием она фигурировала в описях и каталогах Эрмитажа вплоть до 1889 года, когда, по неустановленной причине, ей вновь было дано ошибочное название «Рождение Марии». Эта ошибка получила большое распространение в литературе. И лишь начиная с эрмитажного каталога 1958 года картине было возвращено правильное название «Рождение Иоанна Крестителя» — на картине явным образом представлен момент, когда отцу Иоанна священнику Захарии возвращается дар речи («И тотчас разрешились уста его и язык его, и он стал говорить, благословляя Бога. <…> И Захария, отец его, исполнился Святого Духа и пророчествовал…»).

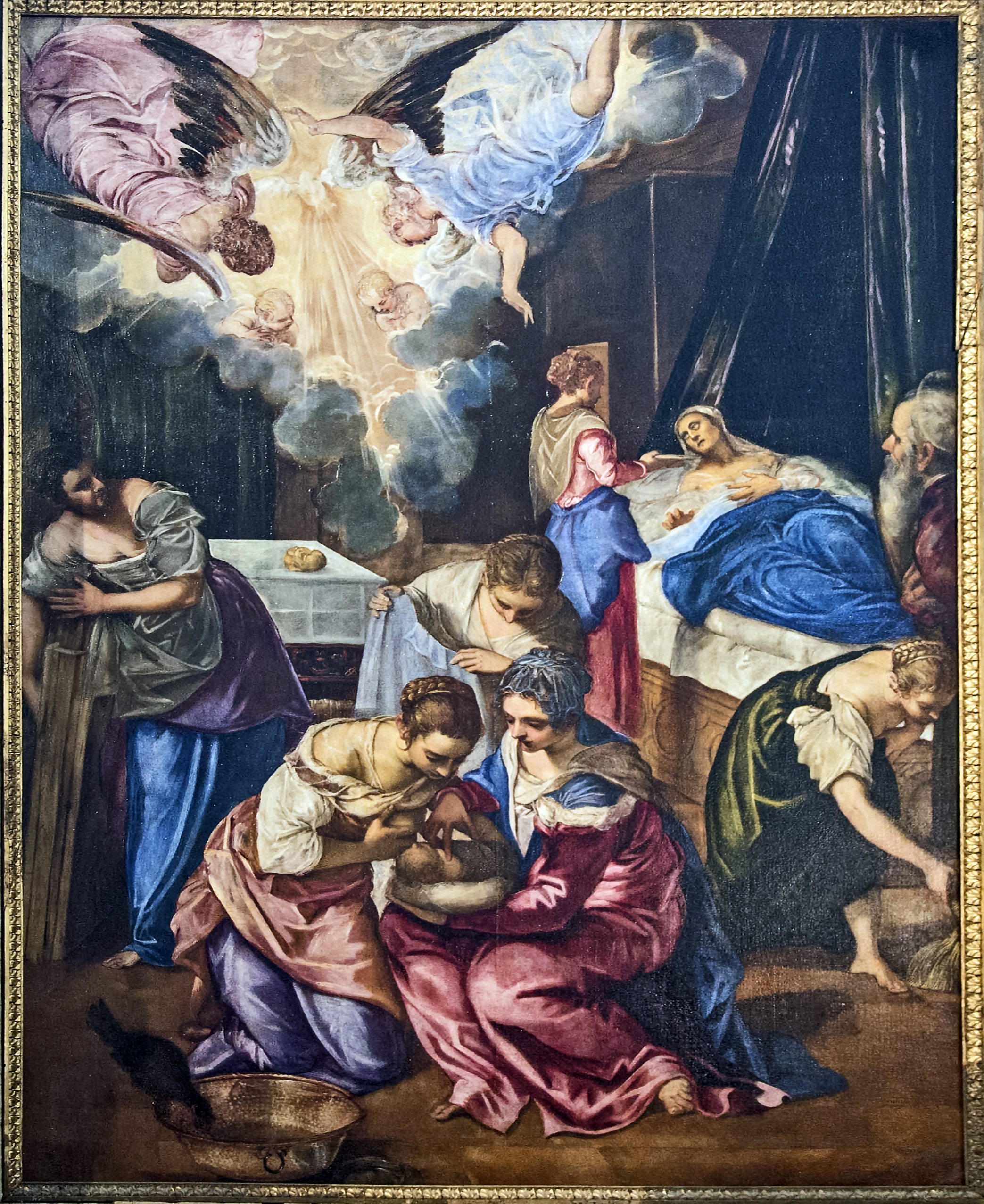
Тинторетто. «Рождение Иоанна Крестителя» из церкви Сан-Заккариа в Венеции

В правильности названия «Рождение Иоанна Крестителя» убеждает и другая картина Тинторетто на этот же сюжет, которая находится в церкви Сан-Заккариа в Венеции. Картина имеет вертикальный формат и на ней почти полностью повторена (в зеркальном отображении) центральная группа из трёх женщин с младенцем Иоанном.
Эрмитажное полотно стилистически очень близко к двум картинам Тинторетто, датируемым 1550-ми годами. Одна из них, «Встреча Марии и Елизаветы», находится в Национальной пинакотеке Болоньи. Другая, «Распятие», — в Галерее Академии в Венеции.
Д. С. Буслович пишет, что Тинторетто перенёс новозаветную сцену в современную себе обстановку и изобразил на картине богатый венецианский дом: «Религиозному сюжету придан светский характер». Т. К. Кустодиева также фиксирует трактовку религиозной сцены в жанровом ключе и в ренессансных традициях. Анализируя картину, она отмечает:

В «Рождении Иоанна Крестителя» настойчиво повторяются склонённые фигуры женщин, беспокойный контрастный орнамент пола, полосатые ткани — синее, красное, тёмно-зелёное — даны отдельными выхваченными пятнами. Линия горизонта поднята очень высоко, и плоскость пола, словно вывернутая на зрителя, не является твёрдой опорой для тех, кто находится на ней. Этими средствами Тинторетто достигает свойственной ему творческой экспрессии. <…> Крупные фигуры проработаны с той степенью пластичности, осязательности форм, которая была характерна для тосканско-римских мастеров, а богатство и тонкость цветовых сочетаний безошибочно позволяют узнать в создателе картины венецианца.

Картина выставляется в здании Нового Эрмитажа, зал 237.